# Confindustria
La Confédération générale de l'industrie italienne, connue aussi comme la Confindustria est une organisation représentative des entreprises italiennes. La Confindustria a participé à la création de diverses organisations parmi lesquelles l'ISTUD et l'Assingegneria.

## Histoire
La Confindustria est créée en 1910.
L'unité du patronat est déstabilisée par le départ le 1er janvier 2012 de l'entreprise Fiat et sa société sœur Fiat Industrial. Le différend entre la Confindustria et le premier employeur privé d'Italie tient aux accords de branche que les membres de la confédération doivent appliquer et dont Fiat souhaite s'affranchir pour faire face à la concurrence internationale. En 2012, Fiat a soutenu le candidat malheureux à la succession de Emma Marcegaglia, Alberto Bombassei, patron de l'équipementier automobile Brembo.
Nommé en 2012, la présidence de Giorgio Squinzi ne parvient pas à résoudre les tensions internes qui animent le syndicat. En avril 2016, Vincenzo Boccia est élu à la présidence de la Confindustria avec 100 voix contre 91 pour son opposant Alberto Vacchi .
En décembre 2018, la filiale italienne de l'Algérien Sonatrach (Sonatrach Raffineria Italiana Srl) rejoint la Confindustria.
En décembre 2018, la Confindustria exprime son ras-le-bol envers la gouvernance politique de son pays (entre autres les blocages du TGV Lyon-Turin) en réunissant 12 autres associations patronales, constituant un groupe de pression représentant 80 % des exportations du pays et 65 % de son PIB, et qui prend le nom de « parti du PIB ». En février 2019, après le renvoi par Rome de l'ambassadeur français Christian Masset, la Confindustria et le MEDEF se regroupent pour demander officiellement à leurs gouvernements de rester dans la voie du dialogue, et annoncent une réunion bilatérale sur la question dès la fin du mois.

### Confindustria Digitale
La Confindustria Digitale, branche nouvelles technologies de l'organisation patronale qui représente aujourd'hui 250 000 employés du secteur, est créée en 2011 avec Stefano Parisi comme premier président de l'organisation. Elle réunit alors Asstel, Assinform, Anitec et Aiip,.
En 2014, Elio Catania est nommé à la présidence de la Confindustria Digitale.
En juin 2019, Abie, association représentant les acteurs du blockchain en Italie depuis 2017, rejoint la Confindustria Digitale. Le mois suivant, La Confindustria Digitale introduit son plan Italia 4.0 qui vise à numériser en profondeur l'administration publique italienne.

### Relations avec le pouvoir
Confindustria a été accusée d'avoir soutenu économiquement le fascisme. Mussolini accapara les faveurs du lobby de la Confindustria nommant ministre du trésor Alberto De Stefani, économiste libéral. Le 2 octobre 1925, le Pacte Vidoni, signé par la Confindustria et les représentants du régime fasciste, abolit les syndicats des travailleurs les remplaçant par ceux contrôlés par le fascisme. En 1926, les grèves sont déclarées hors la loi et les travailleurs non inscrits au parti fasciste ne peuvent être embauchés. De 1934 à 1943 la Confindustria fut dirigée par le dignitaire fasciste Giuseppe Volpi.
Si le patronat italien fut d'abord un partisan de l'action de Silvio Berlusconi à la tête du gouvernement, les relations se dégradèrent : traitée de veline (showgirl des plateaux de télévision en Italie), la présidente de la Confindustria Emma Marcegaglia critiqua à de nombreuses reprises il Cavaliere en appelant à un renouvellement de la classe politique au pouvoir nuisible selon elle à la crédibilité de l'Italie ainsi qu'à une libéralisation de l'économie italienne pour relancer la croissance.
Confindustria ayant représenté un opposant de premier plan à la fin de l'ère Berlusconi, l'organisation patronale a dans un premier temps accueilli favorablement le nouveau gouvernement italien, présidé par Mario Monti. L'ancien banquier de Goldman Sachs s'appuiera notamment sur le patronat durant son début de mandat consacré à relancer la croissance en berne en Italie. Mario Monti perdit néanmoins en juin 2012 le soutien de la Confindustria.

## Activités
La Confindustria regroupe 116 000 entreprises représentant 4 200 000 salariés. Elle a pour objectif la croissance de l'économie italienne. Elle fait partie de l'International Organization of Employers (IOE).
La Confindustria est propriétaire de l'université privée Libera Università Internazionale degli Studi Sociali (LUISS) de Rome, la deuxième après la Bocconi de Milan. Elle possède également une société de certification de produits industriels, IMQ, ainsi que 67 % du groupe de presse Il Sole 24 Ore qui détient le quotidien économique éponyme, une radio, une agence de presse, une maison d'édition et des magazines.

## Gouvernance

### Historique de la présidence
- 1910-1913 : Luigi Bonnefon
- 1913-1918 : Ferdinando Bocca
- 1918-1919 : Dante Ferraris
- 1919 : Giovanni Battista Pirelli
- 1919-1920 : Giovanni Silvestri
- 1920-1921 : Ettore Conti
- 1922-1923 : Raimondo Targetti
- 1923-1934 : Antonio Stefano Benni
- 1934 : Alberto Pirelli
- 1934-1943 : Giuseppe Volpi
- 1943 : Giovanni Balella
- 1943 : Giuseppe Mazzini
- 1944-1945 : Fabio Friggeri
- 1945-1955 : Angelo Costa
- 1955-1961 : Alighiero De Micheli
- 1961-1966 : Furio Cicogna
- 1966-1970 : Angelo Costa
- 1970-1974 : Renato Lombardi
- 1974-1976 : Giovanni Agnelli
- 1976-1980 : Guido Carli
- 1980-1984 : Vittorio Merloni
- 1984-1988 : Luigi Lucchini
- 1988-1992 : Sergio Pininfarina
- 1992-1996 : Luigi Abete
- 1996-2000 : Giorgio Fossa
- 2000-2004 : Antonio Amato
- 2004-2008 : Luca di Montezemolo
- 2008-2012 : Emma Marcegaglia
- 2012-2016 : Giorgio Squinzi
- 2016-2020 : Vincenzo Boccia
- Depuis 2020 : Carlo Bonomi